# 925 Алфонсіна
925 Алфонсіна (1920 GM, A902 ED, 925 Alphonsina) — астероїд головного поясу, відкритий 13 січня 1920 року.
Тіссеранів параметр щодо Юпітера — 3,267.